# Église réformée de Laval
 (septembre 2016).
Si vous disposez d'ouvrages ou d'articles de référence ou si vous connaissez des sites web de qualité traitant du thème abordé ici, merci de compléter l'article en donnant les références utiles à sa vérifiabilité et en les liant à la section « Notes et références ».
L’Église réformée de Laval est une Église protestante réformée dont le temple est situé 21 rue de Cheverus à Laval, chef-lieu de la Mayenne. Fondée à la Renaissance pendant la Réforme protestante, la paroisse est aujourd'hui membre de l'Église protestante unie de France.

## Histoire

### Sous l'Ancien régime

#### Château de Poligné
Un an environ après l'édit de Nantes, en 1599, l'église réformée de Laval s'établit hors de la ville.
Elle est recueillie en la maison seigneuriale de Polligny. Le prêche avait été établi dans le château de Poligné. René Duboys de Mesneuf, mari de Catherine de la Roussardière, héritière des barons de Poligné, terre possédée autrefois par la famille de Feschal, avait abjuré le catholicisme. Il était devenu l'un des plus zélés partisans des idées nouvelles et offre pour cet usage la chapelle de son château de Poligné. Le château se situe à une lieue et demie de la ville, et c'est là que se rendent, le dimanche, de trois semaines en trois semaines, les protestants de Laval, pour y entendre annoncer « la parole de Dieu ». De 1600 à 1648, Poligné devient le refuge de l'Église protestante de Laval,.

#### Les pasteurs sont
- Étienne Besnard, sieur de la Branchouère, 1600, 1606[4]. Le 3 mai 1606, il déclara son intention de quitter car le public auquel je me suis voué, dit-il, se vendique la disposition de moy et de mon ministère. M. de Juigny, d'une famille du Craonnais, sollicité de venir le remplacer, préféra son Église de Voncq dans les Ardennes ;
- Samuel Duboys, arrivé au mois de janvier 1607, menace de partir au mois de juillet 1609 parce qu'il n'est ni logé ni entretenu suffisamment, ou plutôt, d'après M. Duchemin, à cause des reproches qu'on lui faisait de porter une bielle et une escopette oublicquement et fréquemment. Il resta pourtant, épousa Antoinette Challine, baptisa lui-même ses enfants (1611-1617) et maria Étienne de la Cloche, se disant pasteur de l'église de Nantes, sans les attesations requises, dans la crainte de le voir dilayer comme il avait déjà fait trop longtemps ;
- David de la Place, en fonction de 1617 à 1619 ;
- Jean Grenou, 1619, 1623 ;
- Étienne Lebloy, 19 novembre 1623 - 8 novembre 1628 ;
- Jean Bouchereau, sieur de la Manche, 1628-1637, marié le 5 juin 1629 à Elisabeth Lebloy, alors que son frère épousait Jeanne Lebloy (1631) ;
- N... Jortin, 1637, 1638 ;
- Jean Rouveau[5], 16 mai 1638-21 juin 1648[6].

##### Étienne Besnard
Étienne Besnard, sieur de la Branchouère, ministre de la parolle de Dieu recevait la somme de deux cents livres par an pour annoncer lad. parolle de Dieu, les jours de dimanche, en la maison de Polligny, de trois semeynes en trois seymaines, à commencer le premier jour de novembre l'an mil cinq cent quatre-vingt-dix et neuf et finir pareil jour a..
En 1602, lors du synode tenu à Preuilly, l'assemblée décidait que les églises de Chasteaugontier, Craon, Laval et les Landelles seront exhortées à se mieux acquitter de leurs devoirs envers leurs pasteurs, et M. Bédé chargé de leur en escrire.
Le 5 février 1606, Thomas Duchemin de la Vauzelle écrit une lettre à Charlotte-Brabantine d'Orange-Nassau pour lui demander l'envoi d'un pasteur destiné à remplacer Étienne Besnard, qui ne peut « suffire à tant d'églises » et qui n'a esté delegue que pour une. » M. de la Chevalerie, ancien de l'Église réformée de Laval, réitère par la suite les instances déjà formulées.

#### Fonctionnement périodique
Malgré le zèle de quelques Anciens, comme les familles Duchemin et Journée, l'établissement n'est jamais prospère et doit recourir périodiquement aux subsides des seigneurs de Poligné. Un synode s'y tient du 3 au 8 septembre 1609. En 1637, l'Église vacante n'est pas représentée au synode d'Alençon. Pour remplacer le cimetière insuffisant de ses coreligionnaires, Catherine de la Roussardière donna, en 1609, quatre cordes de terre à prendre dans un jardin situé près du bourg de Forcé sur le chemin d'Entrammes.
À partir de 1660, forcés d'abandonner Poligné, les protestants du comté de Laval n'ont plus d'exercice du culte qu'au château de Terchant. Il existe également des prêches établis un certain temps au château de Thuré, et à Villiers-Charlemagne. Le culte protestant à Vitré est supprimé en 1685 lors de la révocation de l'édit de Nantes par l'édit de Fontainebleau (1685).

### Depuis la Révolution
Le culte protestant réapparaît à la fin du XIXe siècle. Autorisée en 1891 dans le cadre du Régime concordataire français, l'Église réformée de Laval dépose ses statuts en 1906, après la Loi de séparation des Églises et de l'État. Elle est aujourd'hui membre de l'Église protestante unie de France sous le nom de Église protestante unie de Mayenne,. Elle est membre du Consistoire de Loire-Océan, aux côtés des paroisses du temple protestant d'Angers, du temple protestant du Mans, du temple protestant de Saumur et du temple protestant de Nantes.